# Vườn quốc gia Núi Kenya
Vườn quốc gia Núi Kenya là một vườn quốc gia được thiết lập năm 1949 để bao vệ các khu vực xung quanh núi Kenya ở Kenya. Ban đầu nó là một khu bảo tồn rừng trước khi trở thành vườn quốc gia. Hiện nay vườn quốc gia này nằm tron khu bảo tồn rừng bao quanh nó. Tháng 4 năm 1978, khu vực này đã được UNESCO đưa vào danh mục khu dự trữ sinh quyển..
Vườn quốc gia này đã được đưa vào danh mục di sản thế giới UNESCO năm 1997.